# Soholt Peaks
Die Soholt Peaks sind eine Gruppe schroffer, eisfreier Gipfel zwischen den Gifford Peaks und dem Drake Icefall im Westen der Heritage Range, dem südlichen Teil des antarktischen Ellsworthgebirges.
Zu den Gipfeln der Soholt Peaks gehören Mount Bursik (2500 m) und der Eley Peak. Nordnordwestlich des Eley Peak liegt ein 7 km langer Ausläufer namens Yochelson Ridge. Östlich der Soholt Peaks erstreckt sich der Schanz-Gletscher, im Nordosten schließt sich die Dunbar Ridge an und im Norden liegen der Balish-Gletscher und die Webers Peaks.
Einst gab es in oder nahe der Soholt Peaks vulkanische Aktivität.
Ihren Namen erhielten die Soholt Peaks von der Ellsworthgebirgs-Expedition der University of Minnesota (1962/63), die die Gipfel nach Donald E. Soholt benannte, einem Geologen der Expedition.